# Norbert Mayer (Politiker, 1957)
Norbert Otto Mayer (* 1957 in Dresden, DDR) ist ein deutscher Politiker (AfD). Er ist seit 2019 Mitglied des Sächsischen Landtags.

## Leben
Mayer absolvierte von 1973 bis 1975 eine Ausbildung zum Elektromechaniker. Seit 1990 ist er als selbständiger Unternehmer in Sachsen tätig. Mayer lebt im Freitaler Stadtteil Wurgwitz, ist verheiratet und hat ein Kind.
Im Jahr 1986 trat er in die Ost-CDU ein und blieb bis 1990 Mitglied dieser Partei. Er trat bei der Freitaler Oberbürgermeisterwahl 2001 als parteiloser Kandidat an. Er erhielt im ersten Wahlgang 5,9 % der Stimmen und in der späteren Stichwahl 2,4 %.
Im Jahr 2003 wurde Mayer Mitglied der CDU, für die er 2004 in den Freitaler Stadtrat und in den Ortschaftsrat Wurgwitz gewählt wurde. Im Jahr 2013 trat er aus der Partei wieder aus und wechselte im Januar 2014 gemeinsam mit zwei anderen vormaligen CDU-Stadträten, darunter Rudolf Polley, zur AfD. Sie gründeten die erste Fraktion der AfD Sachsen auf Kommunalebene. Bei der Stadtratswahl 2014 wurde er erneut in den Stadtrat Freitals gewählt und wieder Vorsitzender der AfD-Fraktion.
Zur Landtagswahl in Sachsen 2014 trat Mayer als Direktkandidat im Wahlkreis Sächsische Schweiz-Osterzgebirge 1 und erreichte mit 11,3 % der Direktstimmen Platz 3. Er zog auch nicht über die Landesliste in den Sächsischen Landtag ein.
Zur Stadtratswahl 2019 wurde Mayer nach internem Streit nicht als Kandidat aufgestellt und schied demnach aus dem Stadtrat aus. Er wurde aber in den Kreistag des Landkreises Sächsische Schweiz-Osterzgebirge gewählt und wieder als Direktkandidat für die Landtagswahl in Sachsen 2019 nominiert. Am 1. September 2019 gelang ihm bei der Landtagswahl über die Liste der Einzug als Abgeordneter in den Sächsischen Landtag für die AfD Sachsen. In seinem Wahlkreis erhielt er 30,2 % der Direktstimmen und unterlag dem bisherigen Wahlkreisabgeordneten Roland Wöller. Bei der Landtagswahl 2024 wurde er erstmals über das Direktmandat im Wahlkreis Sächsische Schweiz-Osterzgebirge 1 in den Landtag gewählt. Dort ist er stellvertretender Vorsitzender im Petitionsausschuss.

## Politische Positionen
Mayer forderte vor der Landtagswahl 2019 einen „Kampf gegen Steuerverschwendung und Misswirtschaft.“ Er unterstellte, dass der Straftatbestand der Untreue in Sachsen vertuscht würde.